# Burnt River (Sukunka River)
Der Burnt River ist ein linker Nebenfluss des Sukunka River im Peace River Regional District im Nordosten der kanadischen Provinz British Columbia.

## Flusslauf
Der Burnt River durchfließt die Hart Ranges, ein Teil der Kanadischen Rocky Mountains. Sein Quellgebiet liegt auf einer Höhe von etwa 1170 m an deren Ostflanke, etwa 52 km östlich vom Südende des Williston Lake. Der Burnt River fließt anfangs 44 km parallel zum Hauptkamm des Gebirges in Richtung Südost. Anschließend biegt er scharf nach Norden ab und durchschneidet einen Gebirgskamm. Bei Flusskilometer 23 mündet der North Burnt River linksseitig in den Fluss. Anschließend wendet sich der Burnt River allmählich nach Osten. Bei Flusskilometer 12 trifft der 46 km lange Brazion Creek von Norden kommend auf den Burnt River. Das Einzugsgebiet des Burnt River beträgt etwa 950 km². Es reicht im Südwesten bis an den Hauptkamm der Rocky Mountains mit dem 1996 m hohen Mount Kinney.

## North Burnt River
Der North Burnt River ist ein linker Nebenfluss des Burnt River. Der North Burnt River entspringt 6 km östlich vom Quellgebiet des Burnt River auf einer Höhe von etwa 1460 m. Er fließt anfangs 8,5 km in Richtung Ostsüdost, bevor er sich in Richtung Ostnordost wendet und schließlich nach knapp 22 km in den Burnt River mündet.